# Synagogen-Gemeinde Köln

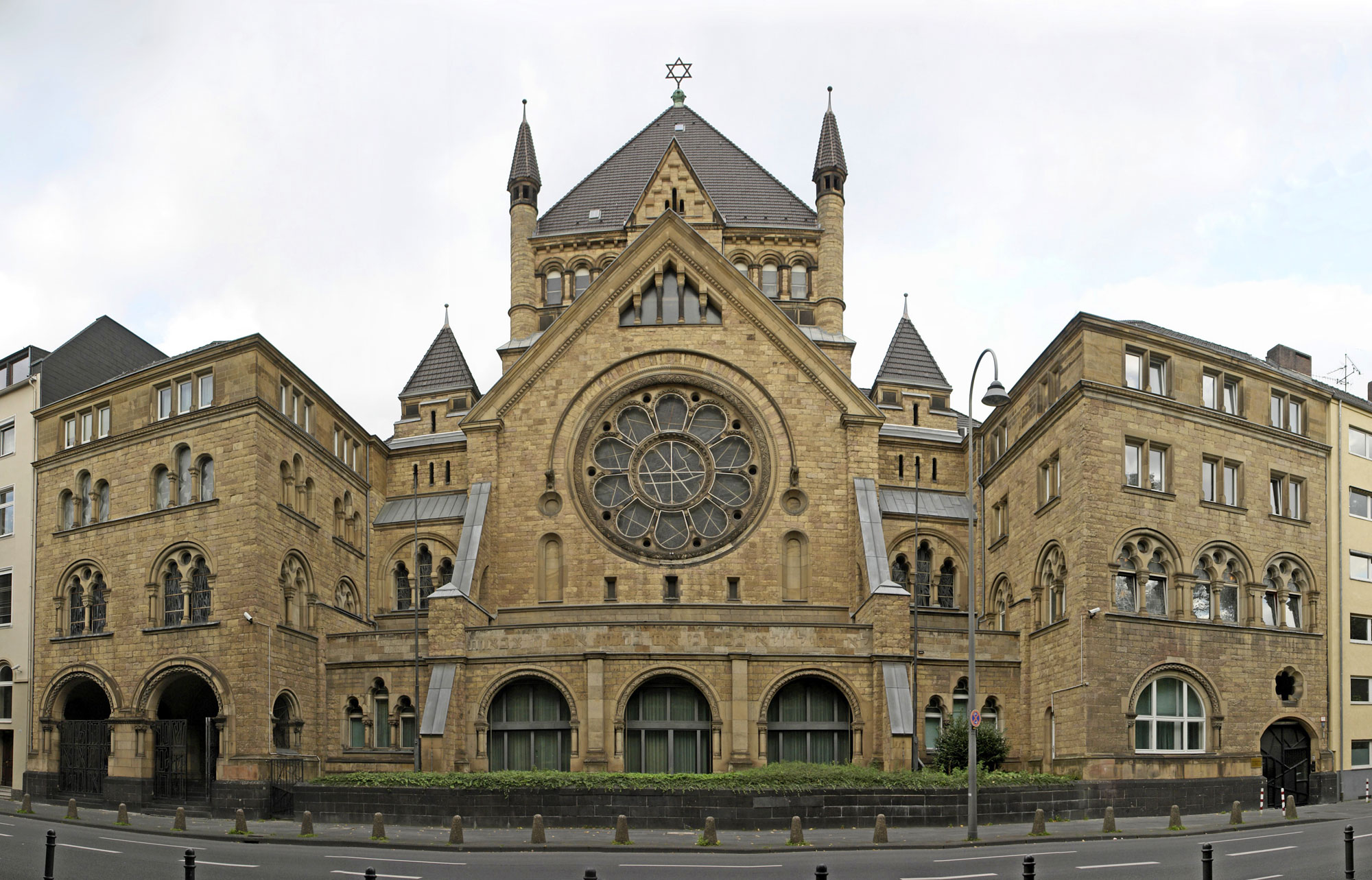
Synagoge Köln in der Roonstraße, Sitz der Synagogen-Gemeinde Köln (2006)

Die Synagogen-Gemeinde Köln K.d.ö.R. ist mit 4.071 Mitgliedern (Stand: 2020) eine der größten jüdischen Gemeinden in Deutschland und die älteste Gemeinde nördlich der Alpen.
Sie bildet wie die Gemeinden von Frankfurt, Hamburg und Berlin innerhalb des Zentralrats der Juden in Deutschland einen eigenständigen Landesverband und gehört zu vier jüdischen Landesverbänden in Nordrhein-Westfalen. Sie betreibt eine Grundschule und viele soziale Einrichtungen. Die Gemeinde unterhält Außenstellen in Chorweiler, Meschenich, Frechen, Bergisch Gladbach, Hürth und im Kölner Stadtbezirk Porz.

## Geschichte
Eine jüdische Gemeinde in Köln wurde erstmals 321 erwähnt. In diesem Jahr erlaubte Kaiser Konstantin der Große, dass auch jüdische Bürger in die curia des römischen Köln gewählt werden konnten. Viele Kölner Juden fielen dem Deutschen Kreuzzug von 1096 zum Opfer. Während einer Pestepidemie wurden 1349 erneut viele Kölner Juden ermordet. 1424 wurden die Juden aus der Stadt ausgewiesen; bis Ende des 18. Jahrhunderts gab es keine jüdische Gemeinde in Köln.
Die ersten Juden konnten wieder 1798 nach Köln zurückkehren, nachdem die Stadt 1794 von französischen Truppen besetzt worden war. So konnte 1801 eine neue jüdische Kultusgemeinde gegründet werden, zu den damaligen Begründern gehörte Salomon Oppenheim junior. Im Jahre 1815 betrug die Anzahl der Gemeindemitglieder 150. Im Jahre 1850 war sie auf 1300 Mitglieder angewachsen, 1895 auf 8000.
1933 hatte die Kölner jüdische Gemeinde 18.281 Mitglieder, wovon 1649 ausgewandert waren:349f 1934 waren 1800 ausgewandert. 1935 gab es 1209 Zu- und 1709 Abgänge der Gemeinde. 1936 gab es 1234 Zu- und 2049 Abgänge der Gemeinde. 1937 gab es 1163 Zu- und 1851 Abgänge der Gemeinde.
Am 28. März 1938 erhielt die Synagogen-Gemeinde Köln die Körperschaftsrechte aberkannt, wurde zwangsläufig zu einem Verein degradiert:350 und am 20. September 1939 in das Vereinsregister eingetragen. 1939 umfasste die Synagogen-Gemeinde Köln noch die jüdischen Gemeinden von Rondorf, Merheim, Bergisch Gladbach, Bensberg, Overath, Odenthalt, Heumar, Wahn, Rösrath, Stommeln, Junkersdorf, Weiden, Lövenich, Hürth, Hermülheim, Efferen, Stotzheim, Kalscheuren, Kendenich, Fischeneich, Alstedten, Knapsach, Berrenrath und Gleuel.:357
Am 21. Oktober 1941 erfolgte die erste Deportation:385 nach Theresienstadt:388 Weitere folgten bis 1943. Es wurden mehr als 7.000 Kölner Juden in der Shoa umgebracht.
| Datum            | Art des Transports                    | Personenzahl und Ziel |
| ---------------- | ------------------------------------- | --- |
| 25.9.1938        | „Polen-Transport“                     | Neu Bentschen |
| 21.10.1941       | Ältere Jahrgänge                      | 1018 nach Lodz |
| 29.10.1941       | Mittlere Jahrgänge                    | 1015 nach Lodz |
| 6.12.1941        |                                       | 1000 nach Riga |
| 25.5.1942        |                                       | 800 angeblich in Waggons bei Halle „vergast“                                                                                              |
| 30.5.1942        |                                       | 1000 nach Theresienstadt |
| 15.6.1942        |                                       | 800 nach Lublin-Izbica |
| 22.6.1942        |                                       | 1164 nach Minsk |
| 22.7.1942        |                                       | 1000 nach Theresienstadt |
| 22.7.1942        |                                       | nach Theresienstadt |
| 15.1.1943        |                                       | nach Auschwitz u. Theresienstadt |
| April 1943       | Jüdische Gemeinde Müngersdorf         | nach Theresienstadt |
| Juni 1943        | „Volljuden von getrennten Mischehen“  | nach Theresienstadt |
| Juli 1943        | „Volljuden von getrennten Mischehen“  | nach Theresienstadt |
| November 1943    | „Volljuden von getrennten Mischehen“  | nach Theresienstadt |
| Herbst 1942      | Kindertransport unter Dr. Falkenstein | nach Jugoslawien |
| September 1944   |                                       | 800 |
| 15. Oktober 1944 |                                       | 300 Männer und 280 Frauen nach Theresienstadt, wobei alle Männer bei der Ankunft auf der „kleinen Festung“ mit Stangen erschlagen wurden. |

Am 6. März 1945 wurde Köln von den amerikanischen Truppen eingenommen.:401 Der erste Gottesdienst wurde in der Ottostraße 85 im Jüdischen Asyl gefeiert.:406 Die amerikanische Militärregierung ernannte Fritz Löwenstein zum ersten Vorsitzenden der entstehenden Synagogen-Gemeinde:407. Bei einer Versammlung von 50 Shoa-Überlebenden am 29. April 1945 wurde die neue Synagogen-Gemeinde gegründet und fand die Wahl der Gemeindeverwaltung statt. So wurde Jacobi zum ersten und Böheimer zum zweiten Vorsitzenden gewählt. Hr. Bramson (ehemals Abrahamsohn) wurde Geschäftsführer. Er leitete die Rückkehr der Überlebenden des KZ-Lagers Theresienstadt. So kamen 80 Personen zurück unter ihnen auch Herr Lewin. Lewin führte später eine Delegation, die mit dem damaligen Kölner Oberbürgermeister Konrad Adenauer verhandelte, um andere Überlebende aus Theresienstadt nach Köln zurückzubringen. Adenauer betraute darauf Lewin mit der Leitung des 2. Transports, mit dem 70 weitere Überlebende nach Köln zurückgebracht wurden. Mit der Zeit kamen aus anderen KZ-Lagern etwa 300 nach Köln zurück.

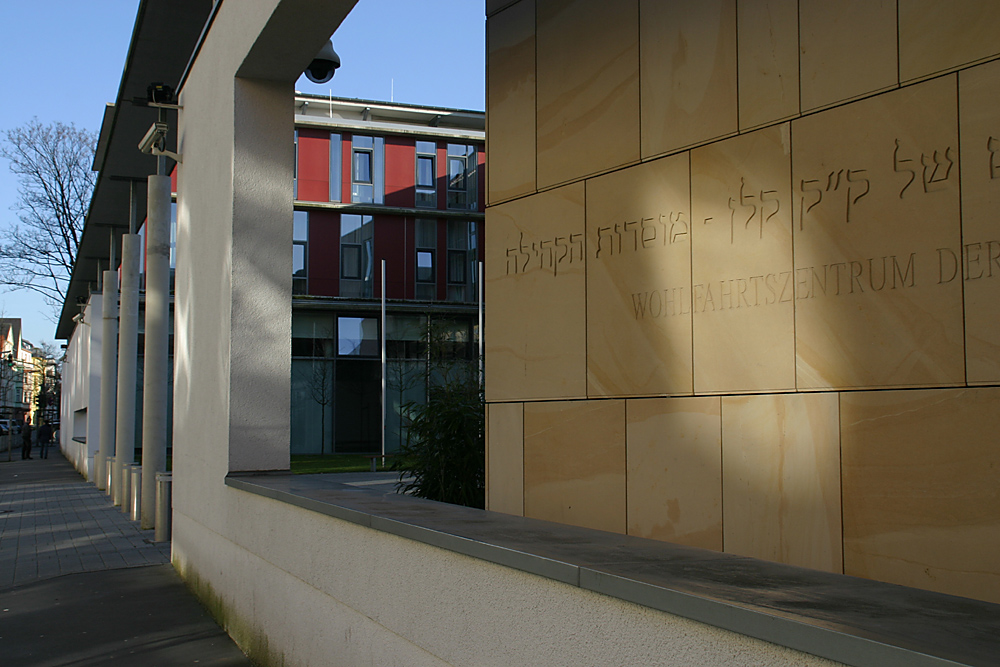
Neubau des Wohlfahrtszentrums

Am 10. Februar 1946 fanden Neuwahlen statt, wobei 14 neue Vertreter gewählt wurden: Herbert Lewin, Arno Tobar, Siegmund Bachenheimer, Heinrich Kohn, Moritz Goldschmidt, Fritz Löwenstein, Leopold Faber, Isaak Bernkopf, Julius Jacob, Frau Erna Dünnwald, Moritz Mannasse, Alfred Markus, Leo Sachs und Meyer. Eine Sitzung der neuen Gemeindevertreter erfolgte am 25. Februar 1946, wobei Lewin zum ersten und Moritz Goldschmidt zum zweiten Vorsitzenden gewählt wurden. Es wurde weiterhin ein Kultusdezernat mit Siegmund Bachenheimer, ein Wohlfahrtsdezernat mit Erna Dünnwald, ein Wohnungs- und Möbeldezernat mit Arno Tobar, ein Finanzdezernat mit Alfred Markus und ein Frauen- und Jugenddezernat mit Moritz Goldschmidt gebildet. Isaak Bernkopf (später Visser) leitete das jüdische Alters- und Flüchtlingsheim, während Leo Sachs die Betreuungsstelle leitete. Adenauer wünschte aus der jüdischen Gemeinde einen Stadtverordneten, der als Ansprechpartner für die Stadt Köln dienen sollte, wobei auf Vorschlag Lewins' Hr. Bramson (ehemals Abrahamsohn) Stadtverordneter wurde.
Am 18. Mai 1953 wurde die Synagogen-Gemeinde Köln wiederum eine Körperschaft des öffentlichen Rechts.:429
1958 fanden Neuwahlen statt, wobei neun neue Vertreter gewählt wurden: Jakob Birnbaum als Vorsitzender, Sally Kessler als stellvertretender Vorsitzender, Max Ader, Benno Baecker, Architekt Helmut Goldschmidt, Leopold Faber, Nathan Licht, Rudi Minden, Leo Sachs als Vorsitzender der Repräsentanz.:428 Die im Krieg zerstörte und inzwischen restaurierte Synagoge wurde am 20. September 1959 eingeweiht. Am 24. Dezember 1959 verübten zwei 25-jährige Mitglieder der DRP Schmierereien an der Synagoge.
Mit dem Zuzug jüdischer Einwanderer aus den GUS-Staaten nach dem Zerfall der Sowjetunion erhöhte sich auch die Mitgliederzahl der Kölner Gemeinde. Nachdem 1999 der Aufbau des Wohlfahrtzentrums im Stadtteil Ehrenfeld beschlossen wurde, begann im November 2003 der Umzug in die zum großen Teil denkmalgeschützten Gebäude. Heute verfügt die Gemeinde auch über Begegnungszentren in Chorweiler im Kölner Norden und im rechtsrheinischen Stadtteil Porz.
Einen besonderen Höhepunkt erlebte die Synagogen-Gemeinde am 19. August 2005. Auf Einladung der Gemeinde besuchte Papst Benedikt XVI. im Rahmen des katholischen Weltjugendtages die Synagoge in der Roonstraße. Dies war der erste Synagogenbesuch eines Papstes in Deutschland.

## Bekannte Mitglieder und Rabbiner der Gemeinde
- Benjamin Auerbach Leitender Arzt des Israelitisches Asyl für Kranke und Altersschwache (1885–1935)
- Adolf Kober, Rabbiner (1918–1929)
- Ernst Simons, (1919–2006)
- Natanel Teitelbaum, Rabbiner (2001–2006)
- Alexander Ginsburg, (1960–1988 im Vorstand)
- Jaron Engelmayer, Rabbiner seit 2008
- Isaac Offenbach (1779/82 – 1850), Kantor und Vater von Jacques Offenbach

## Staatskirchenvertrag
Die Synagogen-Gemeinde Köln ist – gemeinsam und gleichberechtigt mit dem Landesverband der Jüdischen Gemeinden von Nordrhein und dem Landesverband der Jüdischen Gemeinden von Westfalen-Lippe – Vertragspartner des Staatsvertrags vom 8. Juni 1993 zwischen dem Land Nordrhein-Westfalen und den jüdischen Gemeinden in Nordrhein-Westfalen. Nach diesem Vertrag erhält die Synagogen-Gemeinde Köln 25 Prozent der vertraglich festgelegten staatlichen Zahlungen; sie muss diese Gelder auch an andere jüdische Gemeinden in Köln weiterreichen. Die Weigerung, dieser Verpflichtung nachzukommen, war 2006 Anlass eines Rechtsstreits zwischen der Jüdischen Liberalen Gemeinde Köln Gescher LaMassoret (in Köln seit 1996) und der Synagogen-Gemeinde Köln, in dem die Synagogen-Gemeinde Köln dazu verurteilt wurde, einen Teil der Fördermittel weiterzugeben.
Am 1. Januar 2018 trat die fünfte Änderung dieses Vertrages in Kraft. Sie nimmt den Landesverband Jüdischer Gemeinden in Nordrhein-Westfalen e. V., dem auch die Jüdischen Liberale Gemeinde Köln Gescher LaMassoret angehört, als Vertretung der liberalen Gemeinden als vierten Landesverband in das Vertragswerk auf.

## Organisation
Die ehrenamtliche Gemeindevertretung („Repräsentanz“) der Synagogen-Gemeinde besteht aus 15 Mitgliedern, die alle drei Jahre von der Gemeindeversammlung – allen stimmberechtigten Gemeindemitgliedern – gewählt werden. Die Repräsentanz entscheidet gemeinsam mit dem Vorstand über Gemeindeangelegenheiten.
Tägliche Geschäfte obliegen dem ebenfalls ehrenamtlichen Vorstand, der von einem hauptamtlichen Geschäftsführer unterstützt werden. Nach den Gemeindewahlen 2021 setzt sich der Vorstand aus Abraham-Josef Lehrer, Bettina Levy, Michael Rado und Felix Schotland zusammen.
Thematische Kommissionen, in denen sich jedes Gemeindemitglied engagieren kann, stehen Gemeindevertretung und Vorstand beratend zur Seite.